# Hypolycaena amanica
Hypolycaena amanica is een vlinder uit de familie van de Lycaenidae. De wetenschappelijke naam van de soort is voor het eerst gepubliceerd in 1951 door Henri Stempffer.
De soort komt voor in de bergbossen van de Eastern Arc Mountains in Tanzania, tussen 800 en 1300 meter hoogte.